# Grande Prêmio da Itália de 2002
Resultados do Grande Prêmio da Itália de Fórmula 1 realizado em Monza em 15 de setembro de 2002. Décima quinta etapa do campeonato, foi vencido pelo brasileiro Rubens Barrichello, que subiu ao pódio ao lado de Michael Schumacher numa dobradinha da Ferrari, com Eddie Irvine em terceiro pela Jaguar-Cosworth.

## Resumo
- Sétima dobradinha da Ferrari na temporada.
- Último pódio e pontos de Eddie Irvine.

## Corrida
| Pos.   | Nº | Piloto               | Construtor       | Voltas | Tempo/Diferença    | Grid | Pontos |
| ------ | -- | -------------------- | ---------------- | ------ | ------------------ | ---- | ------ |
| 1      | 2  | Rubens Barrichello   | Ferrari          | 53     | 1:16:19.982        | 4    | 10     |
| 2      | 1  | Michael Schumacher   | Ferrari          | 53     | + 0.255            | 2    | 6      |
| 3      | 16 | Eddie Irvine         | Jaguar-Cosworth  | 53     | + 52.579           | 5    | 4      |
| 4      | 14 | Jarno Trulli         | Renault          | 53     | + 58.219           | 11   | 3      |
| 5      | 15 | Jenson Button        | Renault          | 53     | + 1:07.770         | 17   | 2      |
| 6      | 12 | Olivier Panis        | BAR-Honda        | 53     | + 1:08.491         | 16   | 1      |
| 7      | 3  | David Coulthard      | McLaren-Mercedes | 53     | + 1:09.047         | 7    |        |
| 8      | 9  | Giancarlo Fisichella | Jordan-Honda     | 53     | + 1:10.891         | 12   |        |
| 9      | 11 | Jacques Villeneuve   | BAR-Honda        | 53     | + 1:21.068         | 9    |        |
| 10     | 7  | Nick Heidfeld        | Sauber-Petronas  | 53     | + 1:22.046         | 15   |        |
| 11     | 24 | Mika Salo            | Toyota           | 52     | + 1 volta          | 10   |        |
| 12     | 10 | Takuma Sato          | Jordan-Honda     | 52     | + 1 volta          | 18   |        |
| 13     | 22 | Alex Yoong           | Minardi-Asiatech | 47     | + 6 voltas         | 20   |        |
| Ret    | 6  | Juan Pablo Montoya   | Williams-BMW     | 33     | Chassis danificado | 1    |        |
| Ret    | 4  | Kimi Räikkönen       | McLaren-Mercedes | 29     | Motor              | 6    |        |
| Ret    | 23 | Mark Webber          | Minardi-Asiatech | 20     | Pane elétrica      | 19   |        |
| Ret    | 8  | Felipe Massa         | Sauber-Petronas  | 16     | Acidente           | 14   |        |
| Ret    | 17 | Pedro de La Rosa     | Jaguar-Cosworth  | 15     | Colisão            | 8    |        |
| Ret    | 25 | Allan McNish         | Toyota           | 12     | Suspensão          | 13   |        |
| Ret    | 5  | Ralf Schumacher      | Williams-BMW     | 4      | Motor              | 3    |        |
| Fonte: |    |                      |                  |        |                    |      |        |

## Tabela do campeonato após a corrida
| Pos.   | Piloto             | Pontos |
| ------ | ------------------ | ------ |
| 1      | Michael Schumacher | 128    |
| 2      | Rubens Barrichello | 61     |
| 3      | Juan Pablo Montoya | 44     |
| 4      | Ralf Schumacher    | 42     |
| 5      | David Coulthard    | 37     |
| Fonte: |                    |        |

| Pos.   | Equipe           | Pontos |
| ------ | ---------------- | ------ |
| 1      | Ferrari          | 189    |
| 2      | Williams-BMW     | 86     |
| 3      | McLaren-Mercedes | 57     |
| 4      | Renault          | 20     |
| 5      | Sauber-Petronas  | 11     |
| Fonte: |                  |        |

- Nota: Somente as primeiras cinco posições estão listadas e os campeões da temporada surgem grafados em negrito.